# Canal Saint-Pierre (Lille)
Pour les articles homonymes, voir Saint-Pierre.
Ne doit pas être confondu avec canal de Saint-Pierre.
Le canal Saint-Pierre ou canal du Moulin Saint-Pierre est un ancien canal en aval  d’une liaison de la Haute-Deûle à la Basse Deûle à Lille qui comprenait en amont le canal de la Baignerie et le canal de Weppes. C'est l’un des nombreux petits canaux non navigables qui parcouraient la ville de Lille avant leur couverture ou leur remblaiement  à la fin du XIXe siècle ou au début du XXe siècle.

## Description
L’ancien canal prolongeait le canal de Weppes (actuelle rue de Weppes), longeait sur sa rive gauche l’hôtel des Monnaies (emplacement de l’actuelle Maison de l’Apostolat des Laïques), sur sa rive droite les bâtiments de la cour Gilleson (détruits dans les années 1930), rejoignait le canal du Cirque au nord de la motte castrale (actuellement à l’arrière du chevet de la cathédrale), se divisait en deux tunnels voutés larges de 5 à 6 mètres dont l’un alimentait la roue du moulin Saint-Pierre, passait sous la rue de la Monnaie et débouchait dans la Basse-Deûle près de la chapelle de l’hospice Comtesse après un tronçon où les tunnels se rejoignaient en un tronc commun large d’environ 14 mètres. 

## Origine du nom
Le canal tire son nom de son passage sous la rue Saint-Pierre, actuelle rue de la Monnaie. La rue Saint-Pierre était elle-même ainsi dénommée en raison de sa proximité avec la collégiale Saint-Pierre détruite en 1793.
La partie du canal entre le pont de Roubaix (à l’emplacement de l’angle de la rue des Trois Mollettes et de Weppes) et le tunnel d’amenée des eaux au moulin Saint-Pierre (derrière le chevet de la cathédrale) était également nommée canal de la Monnaie en raison de l’hôtel de la Monnaie (détruit en 1858 remplacé par l’actuelle Maison de l’Apostolat des Laïques) dont il longeait les murs sur sa rive gauche.

## Historique
Le canal, qui s’écoulait entre un mur du castrum sur sa rive gauche et la motte castrale sur sa rive droite (emplacement de la place Gilleson et de la cathédrale), est l’un des plus anciens de Lille. Il existait au XIe siècle et correspondait très probablement à l’un des bras primitifs de la Deûle. 
Plusieurs ponts enjambaient le canal, d’amont en aval ; 
- dans le prolongement de la rue des Trois Mollettes, le pont de Roubaix ainsi dénommé par la proximité de la propriété de Jehan Seigneur de Roubaix au XVe siècle (ensuite hôtel de Soubise à l'emplacement de la rue Bartholomé Masurel). Ce pont à l’origine très étroit est reconstruit sur une largeur de 10 mètres en 1834[3]. Le déparû8t du canal du Cirque qui entourait le sud et l’est de la motte castrale était situé sous ce pont.
- Un petit pont qui donnait accès à la Cour Gilleson.
- Un pont à l’emplacement de l’actuel passage Notre-Dame de la Treille.
- Un pont au passage de la rue de la Monnaie
- Un pont donnant accès à l’hospice Comtesse.
- Le pont du quai de la Basse Deûle[4].

La rive est de la rue de la Monnaie autour du passage du canal (des numéros 17 au 23) restait vide de constructions au milieu du XVIe siècle (plan Deventer) vraisemblablement en raison de l’humidité des terrains. Cette partie de la rue n’est bâtie qu’au cours du  XVIIe siècle et ces maisons sont dépourvues de caves telles que celles sous un grand nombre de bâtiments environnants.
La partie aval du canal entre le Moulin Saint-Pierre et la Basse Deûle est recouverte progressivement du XVIIe siècle au XIXe siècle, la partie amont (ou canal de la Monnaie) en 1922.

## Le canal Saint-Pierre  au début duXXIesiècle
Le canal est l'un des deux les mieux conservés de Lille avec le canal des Jésuites. Il reste en eau sauf en période de sécheresse. Il est parfois visitable lors des journées du patrimoine sur réservation auprès de Renaissance du Lille Ancien. 

Canal Saint-Pierre sous la chapelle de l'hospice Comtesse
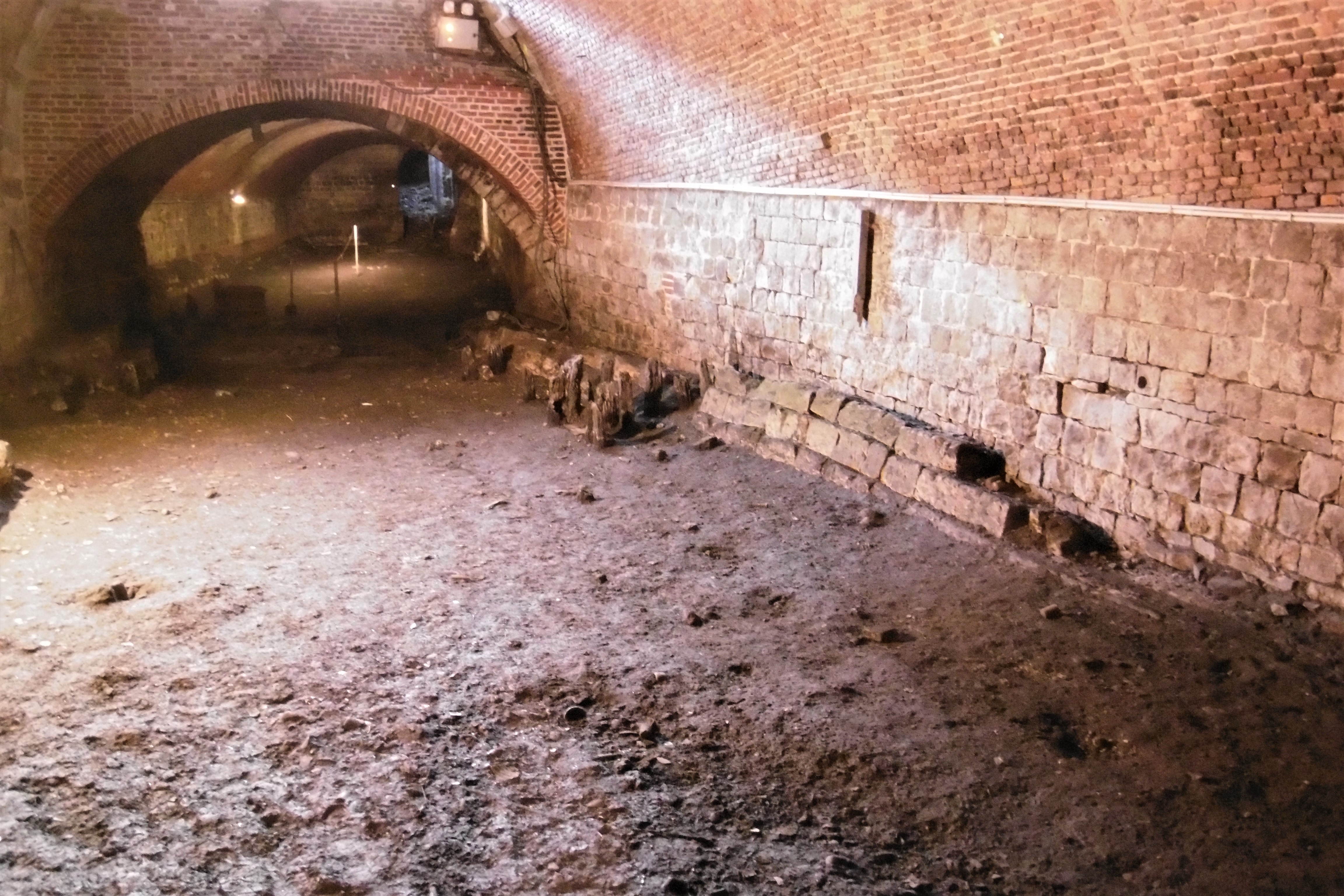
Vue vers rue de la Monnaie
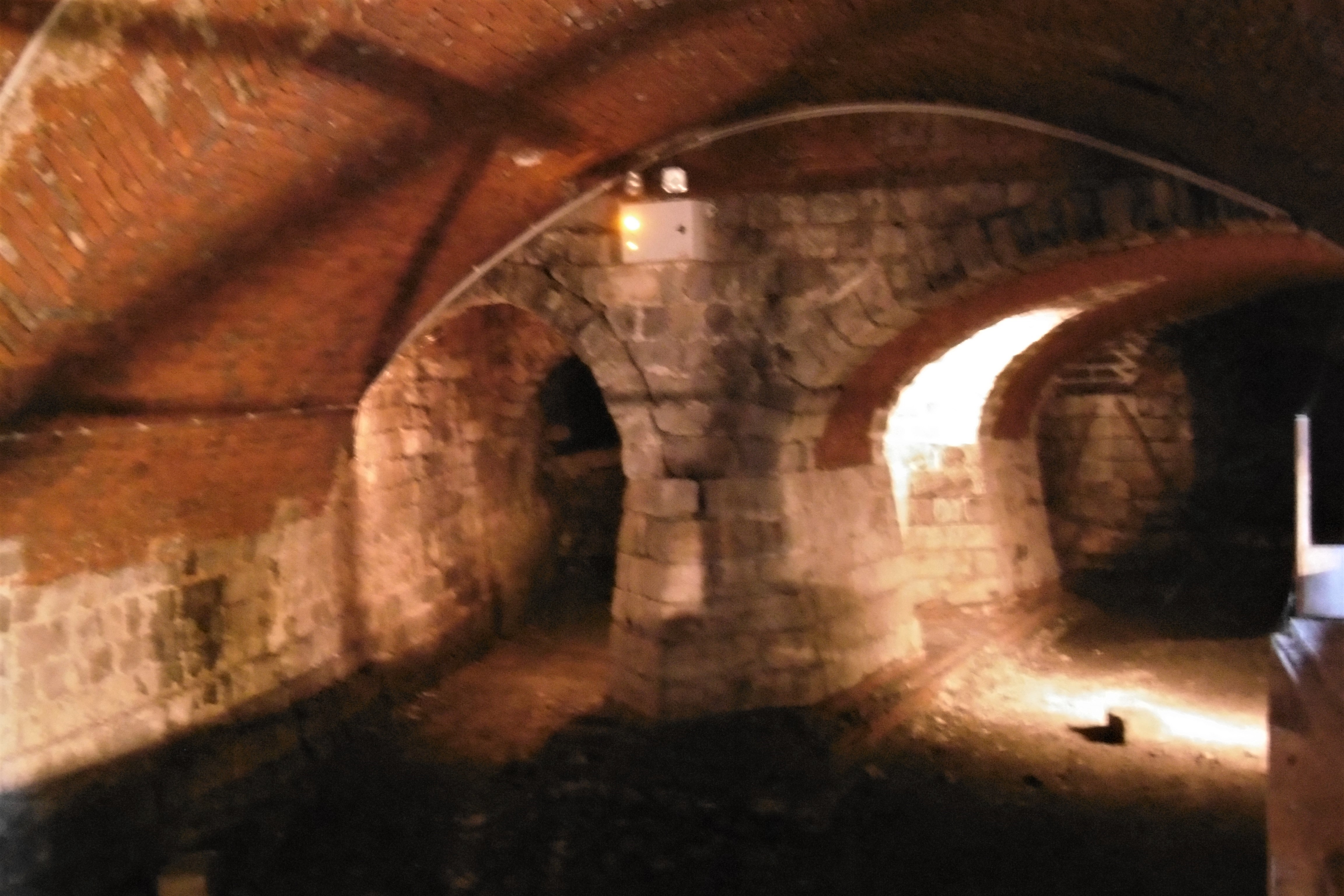
Vue vers la Basse Deûle

## Moulin Saint-Pierre
Les eaux du canal actionnaient la roue du moulin Saint-Pierre, le courant venant des 3 mètres de dénivellation entre la Haute-Deûle (bassin du quai du Wault) et la Basse Deûle.
La donation du bâtiment par trois familles lilloises à l’hospice Notre-Dame (actuel hospice Comtesse) moulin comporte la première mention du moulin en 1236.
Le moulin est reconstruit sur son socle médiéval de grès après un incendie de 1649.
Une tuyauterie reliait l'amont du moulin du château (situé en aval du canal du moulin du château à l'emplacement de l'actuelle place Louise de Bettignies face à l'avenue du Peuple belge) à celui du moulin Saint-Pierre. Ce conduit qui passait sous la rue de Monnaie permettait d'échanger l'eau en cas de défaillance d'un des deux canaux ou lors de l'entretien des installations.
Après l’abolition des privilèges du clergé à la Révolution de 1789, le moulin qui appartenait à l'hospice Notre-Dame devient bien national, est loué puis vendu en 1821. Le moulin étant alors surélevé de trois étages.
La ville de Lille achète le moulin en 1877 et le loue à un meunier. Son exploitation, irrégulière à cause du manque d'eau, est arrêtée en 1891. 
Le bâtiment est détruit en 1913 sauf la façade sur rue et une partie de la façade arrière. Le médaillon sur le linteau de la fenêtre gauche porte les armoiries du duc de Bourgogne Charles le Téméraire (armes de Bourgogne couvertes au centre par celles de Flandre) apposées en 1468 sur les édifices de l'hospice Notre-Dame (hospice Comtesse).

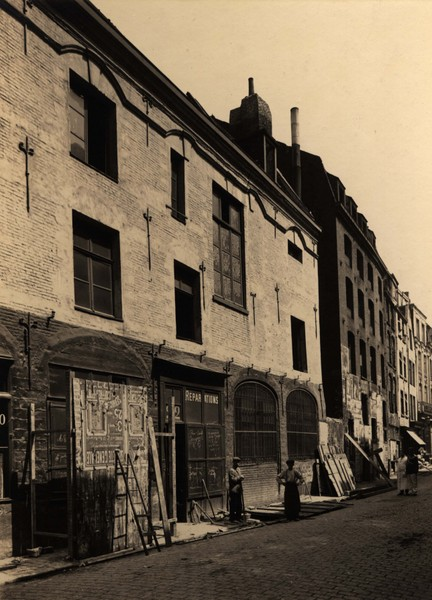
Moulin Saint-Pierre (au second plan) en 1910
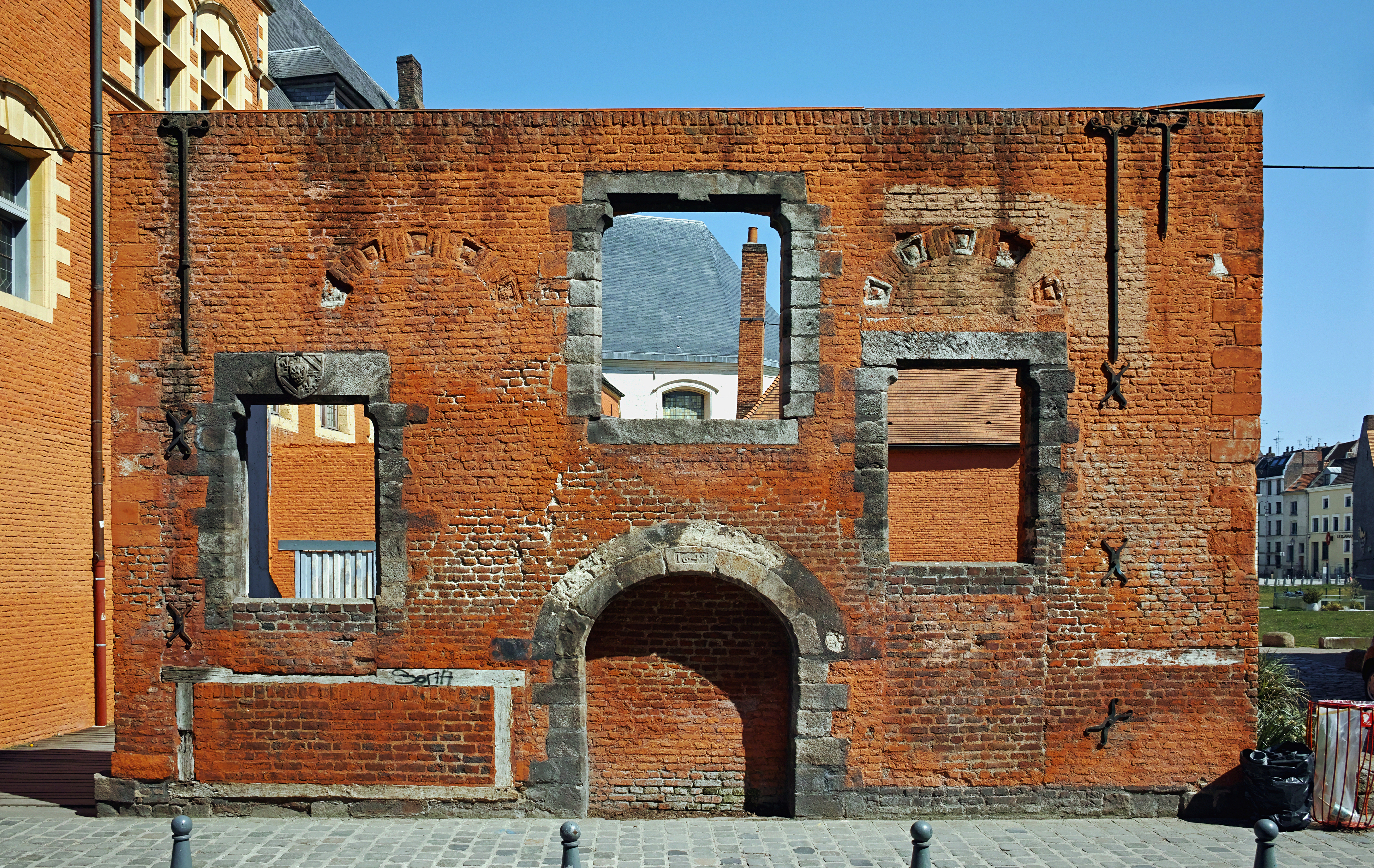
Vestige de la façade sur rue